# Luperina vittata
Luperina vittata là một loài bướm đêm trong họ Noctuidae.